# Daniel Kehlmann
Daniel Kehlmann   (Múnic, 13 de gener de 1975) és un novel·lista i dramaturg en llengua alemanya de nacionalitat austríaca i alemanya.
La seva novel·la Die Vermessung der Welt (traduïda a l'anglès per Carol Brown Janeway com Measuring the World, 2006) és el llibre més venut en llengua alemanya des d'El Perfum de Patrick Süskind es va publicar el 1985. De manera irònica, tracta sobre Alexander von Humboldt, un dels naturalistes més coneguts del món. Segles XVIII i XIX, i la relació de Humboldt amb el matemàtic Carl Friedrich Gauss. Segons The New York Times, va ser la segona novel·la més venuda del món l'any 2006.
Totes les seves novel·les posteriors van arribar al primer lloc de la llista de best-sellers Spiegel d'Alemanya i van ser traduïdes a l'anglès. Va col·laborar amb Jonathan Franzen i Paul Reitter en el llibre de Franzen de 2013 The Kraus Project. L'obra de Kehlmann The Mentor, traduïda per Christopher Hampton, es va estrenar al Theatre Royal, Bath, l'abril de 2017 protagonitzada per F. Murray Abraham i transferit al West End de Londres el juliol de 2017. En L'octubre de 2017, la seva obra Christmas Eve, també traduïda per Christopher Hampton, es va estrenar al Theatre Royal. La seva novel·la You Should Have Left (2016) va ser adaptada a una pel·lícula protagonitzada per Kevin Bacon i Amanda Seyfried. La molt elogiada novel·la de Kehlmann Tyll (2017), que va vendre més de 600.000 còpies només en alemany i es va publicar als EUA el febrer de 2020, s'està adaptant a una sèrie de televisió per a Netflix pels creadors de Dark. La novel·la va ser preseleccionada per a la Premi International Booker 2020. L'obra de Kehlmann Die Reise der Verlorenen va ser adaptada per a la ràdio de la BBC per Tom Stoppard sota el títol The Voyage of the St. Louis.

## Biografia
Daniel Kehlmann neix a Múnic, fill del director de cine Michael Kehlmann i de l'actriu Dagmar Mettler. El 1981 la seva família és muda cap a Viena, quan Daniel tenia sis anys, va estudiar a partir de 1993 Filosofia i Literatura. Els seus avis paterns van néixer jueus, i el seu pare estava en un camp de concentració durant la Segona Guerra Mundial. Kehlmann viu actualment a Berlín.
Acabats els estudis comença una dissertació filosòfica sobre el concepte del sublim (Kant), que aviat abandona, perquè prefereix dedicar-se a escriure literatura.
Des del 2015, Kehlmann ocupa la Càtedra Eberhard Berent a la Universitat de Nova York. És membre de la Deutsche Akademie für Sprache und Dichtung.
Entre el 2016i el 2017 va ser becari a la Biblioteca Pública de Nova York Cullman Center for Writers and Scholars.
La novel·la Tyll va ser preseleccionada per al International Booker Prize.
Kehlmann també treballa com a guionista i va escriure el guió de la pel·lícula per a televisió Das letzte Problem. Va adaptar la novel·la de Thomas Mann Confessions of Felix Krull Confidence Man per a una propera pel·lícula. Està casat i té un fill.